# Qwant
Qwant – francuska wyszukiwarka internetowa z siedzibą w Paryżu, utworzona w lipcu 2013 roku. Wyszukiwarka skupia się na prywatności swoich użytkowników, a tym samym nie stosuje śledzenia oraz personalizacji wyników osób z niej korzystających, aby uniknąć tak zwanej bańki filtrującej.
Wyszukiwarka przetwarza 10 milionów zapytań dziennie oraz posiada 50 milionów indywidualnych użytkowników z całego świata na miesiąc.
Strona internetowa posiada zwykłą stronę główną, "Qwant Junior", które filtruje wyniki wyszukiwań specjalne dla dzieci, oraz mapy.
W fazie tworzenia wyszukiwarki, jej wyszukiwania bazowały na wyszukiwarce Bing. Qwant potwierdził również wykorzystywanie sieci reklamowej Bing.
W marcu 2019 roku, Qwant był na 41 miejscu w najczęściej odwiedzanych stronach internetowych we Francji oraz na 879 miejscu na świecie.